# چاه آبی کاظم سرخه
چاه آبی کاظم سرخه یک منطقهٔ مسکونی در ایران است که در دهستان سرخه واقع شده‌است.